# Bundesranglistenturnier (Tischtennis)
Das Bundesranglistenturnier ist ein Einzelwettbewerb für Damen und Herren im Tischtennis, der vom Deutschen Tischtennis-Bund DTTB einmal pro Spielsaison ausgetragen wird. Die 10 Erstplatzierten sind für die nächste Deutsche Tischtennis-Meisterschaft qualifiziert.
Gemäß der Teilnehmerzahl in der Finalrunde wird das Turnier auch als DTTB-TOP-16 (früher DTTB-TOP-12) genannt.
Eingeführt wurde das Turnier 1955/56 für Herren und ein Jahr später für Damen. Der Austragungsmodus hat sich mehrfach geändert. Auch im Nachwuchsbereich werden Bundesranglistenturniere veranstaltet: Seit 1969/70 für Junioren, seit 1970/71 für die Jugend und seit mindestens seit 1971/72 für die Schüler.
Im Juni 2011 beschloss der DTTB-Bundestag, das Finale des Ranglistenturniers ab 2012 wegen Terminproblemen einzustellen. Die vorgeschalteten Runden werden weiterhin durchgeführt. Sie ermöglichen eine Qualifikation für die Teilnahme an der Nationalen deutschen Meisterschaft.

## Aktueller Austragungsmodus
Die Teilnehmer müssen sich zunächst in der ersten Stufe (Vorrunde) für die Platzierungsrunde (zweite Stufe) qualifizieren. Hier geht es um den Einzug ins Finale.

### Erste Stufe (Vorrunde)
In der Vorrunde treten 48 Aktive an. Davon werden 40 von den Regionalverbänden gemeldet, wobei jeder Mitgliedsverband vertreten sein soll. Acht Spieler werden vom DTTB-Leistungs- bzw. Jugendausschuss nominiert.
Der Leistungssportausschuss teilt die Spieler gemäß der Spielstärke in acht Gruppen mit jeweils sechs Teilnehmern ein. In jeder Gruppe spielt Jeder gegen Jeden in drei Gewinnsätzen. Die vier Erstplatzierten jeder Gruppe, insgesamt 32 Spieler, sind in der Platzierungsrunde spielberechtigt.

### Platzierungsrunde (zweite Stufe)
Hier wird ein modifiziertes K.-o.-System durchgeführt. Jede Partie wird in vier Gewinnsätzen entschieden. Die Plätze 1 bis 16 gelangen ins Finale.

### Bundesranglistenfinale
Das Finalturnier wird in den Phasen Vorrunde, Meisterrunde und K.-o.-System durchgeführt.
Vorrunde
Der DTTB-Leistungsausschuss teilt die 16 Spieler gemäß Spielstärke in vier Vierergruppen ein. Hier spielt Jeder gegen Jeden, die beiden Erstplatzierten gelangen in die Meisterrunde. Die Dritten und Vierten spielen im gleichen Verfahren wie das der Meisterrunde um die Plätze 9 bis 16.
Meisterrunde
In der Meisterrunde werden die acht Teilnehmer in 2 Vierergruppen gelost. Beide Erste und Zweite erreichen das Halbfinale, wo im K.-o.-System die Finalisten ermittelt werden. Analog spielen die Dritten und Vierten der beiden Gruppen im K.-o.-System um die Plätze 5 bis 8.

## Qualifikation
Die Spieler auf den Plätzen 1 bis 10 sind für die nächste Deutsche Tischtennis-Meisterschaft qualifiziert.

## Geschichte
Erstmals ausgespielt wurde das Bundesranglistenturnier 1955/56 für Herren in Würzburg. 24 Teilnehmer wurden nach einem komplizierten Modus in einer Vor-, Zwischen- und Endrunde auf vier Sechsergruppen aufgeteilt, in denen die Reihenfolge im Modus Jeder gegen Jeden ermittelt wurde.
1956/57 stiegen die Damen ein. 1959 wurde der Austragungsmodus geändert. Die ersten Sechs der deutschen Rangliste sind automatisch teilnahmeberechtigt. In zwei Qualifikationsgruppen mit je 12 Teilnehmern kommen jeweils die ersten Drei in die Endrunde, die dann aus 12 Spielern besteht.
1989 führte man zwei Sechsergruppen ein. Die vier Ersten jeder Gruppe gelangten ins Viertelfinale, wo es im K.-o.-System weiterging.
Von 1987/88 bis 1990/91 wurden zwei Bundesranglistenturniere pro Saison durchgeführt. Danach kehrte man wieder zum Modus "ein Turnier pro Saison" zurück.
1991/92 setzte die Firma LUK, ein Kupplungshersteller aus Langen, erstmals Preisgelder aus. Es gab sowohl bei den Damen als auch bei den Herren 7.500 DM für Platz 1, 3.750 für Platz 2 und je 1.875 für Platz 3 und 4. Bis 1994, als LUK die Zusammenarbeit mit dem DTTB beendete, wurde das Turnier LUK-DTTB-TOP-12 genannt. Es war das erste offizielle Turnier des DTTB, bei dem es Geldpreise zu gewinnen gab.
Ab 1997/98 fand die Endrunde mit 16 Teilnehmern statt und wurde so zum DTTB-TOP-16. 2002 wurde der Modus geändert. In vier Dreiergruppen qualifizierten sich die beiden Erstplatzierten für anschließenden K.-O.-Runden beginnend mit dem Viertelfinale.

## Bisherige Sieger
| Jahr    | Ort           | Herren                | Ort               | Damen                |
| ------- | ------------- | --------------------- | ----------------- | -------------------- |
| 1955/56 | Würzburg      | Conny Freundorfer     | -                 | -                    |
| 1956/57 | Bottrop       | Conny Freundorfer     | Mönchengladbach   | Ursel Fiedler        |
| 1957/58 | Wiesbaden     | Dieter Köhler         | Frankfurt am Main | Eva Graf             |
| 1958/59 | Berlin        | Erich Arndt           | Berlin            | Hannelore Schlaf     |
| 1959/60 | München       | Conny Freundorfer     | München           | Inge Müser           |
| 1960/61 | Neumünster    | Wolfgang Prandke      | Neumünster        | Rosemarie Gomolla    |
| 1961/62 | Berlin        | Dieter Michalek       | Berlin            | Agnes Simon          |
| 1962/63 | Mainz         | Erich Arndt           | Mainz             | Ingrid Kriegelstein  |
| 1963/64 | Mölln         | Martin Ness           | Mölln             | Edit Buchholz        |
| 1964/65 | Berlin        | Eberhard Schöler      | Berlin            | Agnes Simon          |
| 1965/66 | Wiesloch      | Eberhard Schöler      | Wiesloch          | Agnes Simon          |
| 1966/67 | Hagen         | Eberhard Schöler      | Hagen             | Agnes Simon          |
| 1967/68 | Saarbrücken   | Eberhard Schöler      | Saarbrücken       | Edit Buchholz        |
| 1968/69 | Siegen        | Eberhard Schöler      | Siegen            | Marta Hejma          |
| 1969/70 | Augsburg      | Martin Ness           | Augsburg          | Diane Schöler        |
| 1970/71 | Duisburg      | Bernt Jansen          | Duisburg          | Marta Hejma          |
| 1971/72 | Zweibrücken   | Jochen Leiß           | Zweibrücken       | Marta Hejma          |
| 1972/73 | Berlin        | Wilfried Lieck        | Berlin            | Kirsten Krüger       |
| 1973/74 | Löhne         | Wilfried Lieck        | Löhne             | Wiebke Hendriksen    |
| 1974/75 | Hattersheim   | Peter Engel           | Hattersheim       | Agnes Simon          |
| 1975/76 | Elsenfeld     | Wilfried Lieck        | Elsenfeld         | Ursula Hirschmüller  |
| 1976/77 | Hamburg       | Wilfried Lieck        | Hamburg           | Monika Kneip-Stumpe  |
| 1977/78 | Minden        | Dragutin Šurbek       | Minden            | Ursula Hirschmüller  |
| 1978/79 | Hattersheim   | Engelbert Hüging      | Hattersheim       | Ursula Hirschmüller  |
| 1979/80 | Neckarsulm    | Heiner Lammers        | Neckarsulm        | Monika Kneip-Stumpe  |
| 1980/81 | Berlin        | Peter Stellwag        | Berlin            | Kirsten Krüger       |
| 1981/82 | Kleve         | Georg Böhm            | Kleve             | Kirsten Krüger       |
| 1982/83 | Dautphetal    | Ralf Wosik            | Dautphetal        | Susanne Wenzel       |
| 1983/84 | Willstätt     | Georg Böhm            | Willstätt         | Susanne Wenzel       |
| 1984/85 | Geesthacht    | Georg Böhm            | Geesthacht        | Susanne Wenzel       |
| 1985/86 | Löhne         | Georg Böhm            | Löhne             | Susanne Wenzel       |
| 1986/87 | Kassel        | Jörg Roßkopf          | Kassel            | Katja Nolten         |
| 1987/88 | Solingen      | Jörg Roßkopf          | Solingen          | Olga Nemes           |
| 1987/88 | Elsenfeld     | Jörg Roßkopf          | Elsenfeld         | Katja Nolten         |
| 1988/89 | Homburg       | Georg Böhm            | Homburg           | Olga Nemes           |
| 1988/89 | Goslar        | Jörg Roßkopf          | Goslar            | Cornelia Faltermaier |
| 1989/90 | Krefeld       | Steffen Fetzner       | Krefeld           | Nicole Struse        |
| 1989/90 | Neckarsulm    | Jörg Roßkopf          | Neckarsulm        | Olga Nemes           |
| 1990/91 | Berlin        | Jörg Roßkopf          | Berlin            | Nicole Struse        |
| 1990/91 | Groß-Bieberau | Torben Wosik          | Groß-Bieberau     | Christiane Praedel   |
| 1991/92 | Elsenfeld     | Jörg Roßkopf          | Elsenfeld         | Elke Schall          |
| 1992/93 | Marburg       | Jörg Roßkopf          | Marburg           | Olga Nemes           |
| 1993/94 | Bochum        | Jörg Roßkopf          | Bochum            | Nicole Struse        |
| 1994/95 | Bad Ems       | Peter Franz           | Bad Ems           | Nicole Struse        |
| 1995/96 | Würzburg      | Richard Prause        | Würzburg          | Olga Nemes           |
| 1996/97 | Kleve         | Georg Böhm            | Kleve             | Elke Schall          |
| 1997/98 | Elmshorn      | Jörg Roßkopf          | Elmshorn          | Jing Tian-Zörner     |
| 1998/99 | Bad Ems       | Jörg Roßkopf          | Bad Ems           | Qianhong Gotsch      |
| 1999/00 | Hausham       | Timo Boll             | Hausham           | Jing Tian-Zörner     |
| 2000/01 | Horst         | Timo Boll             | Horst             | Katrin Meyerhöfer    |
| 2001/02 | Löhne         | Zoltan Fejer-Konnerth | Löhne             | Alexandra Scheld     |
| 2002/03 | Seligenstadt  | Bastian Steger        | Seligenstadt      | Jessica Göbel        |
| 2003/04 | Pforzheim     | Lars Hielscher        | Pforzheim         | Christina Fischer    |
| 2004/05 | Berlin        | David Daus            | Berlin            | Kristin Silbereisen  |
| 2005/06 | Geseke        | Patrick Baum          | Geseke            | Tanja Hain-Hofmann   |
| 2006/07 | Bad Ems       | Dimitrij Ovtcharov    | Bad Ems           | Zhenqi Barthel       |
| 2007/08 | Gerlingen     | Patrick Baum          | Gerlingen         | Kristin Silbereisen  |
| 2008/09 | Berlin        | Zoltan Fejer-Konnerth | Berlin            | Laura Robertson      |
| 2009/10 | Löhne         | Steffen Mengel        | Löhne             | Irene Ivancan        |
| 2010/11 | Nordhalben    | Ruwen Filus           | Nordhalben        | Petrissa Solja       |
| 2011/12 | Seligenstadt  | Steffen Mengel        | Seligenstadt      | Han Ying             |
| 2012/13 | Hagen         | Alexander Flemming    | Hagen             | Alexandra Urban      |
| 2013/14 | Nattheim      | Ricardo Walther       | Nattheim          | Jessica Göbel        |
| 2014/15 | Bayreuth      | Ricardo Walther       | Bayreuth          | Nadine Bollmeier     |
| 2015/16 | Chemnitz      | Benedikt Duda         | Chemnitz          | Yuko Imamura         |
| 2016/17 | Hagen         | Alexander Flemming    | Hagen             | Tanja Krämer         |
| 2017/18 | Duisburg      | Kilian Ort            | Duisburg          | Tanja Krämer         |
| 2018/19 | Waldfischbach | Tobias Hippler        | Waldfischbach     | Tanja Krämer         |

## Qualifikationsturniere
Diese Turniere (je 2 pro Saison) dienten bis zum Jahr 2000 als Qualifikation zum finalen Ranglistenturnier. Die Qualifikanten wurden mittels der Addition der in beiden Turnieren erspielten Punkte ermittelt. Die Punkte wurden nach einem festgelegten Schlüssel je nach Platzierung verteilt.
| Saison  | Datum         | Turnier                  | Ort                | Herren                 | Damen              |
| ------- | ------------- | ------------------------ | ------------------ | ---------------------- | ------------------ |
| 1991/92 | 30.11.–01.12. | 1. Qualifikationsturnier | Marburg            | Torben Wosik           | Katja Nolten       |
| 1991/92 | 08.–09.02.    | 2. Qualifikationsturnier | Bochum             | Richard Prause         | Sylvia Specht      |
| 1992/93 | 06.–07.12.    | 1. Qualifikationsturnier | Burglengenfeld     | Mirolav Bindatsch      | Elke Schall        |
| 1992/93 | 13.–14.02.    | 2. Qualifikationsturnier | Tostedt            | Richard Prause         | Christiane Praedel |
| 1993/94 | 27.–28.11.    | 1. Qualifikationsturnier | Lilienthal         | Richard Prause         | Kinga Lohr         |
| 1993/94 | 05.–06.02.    | 2. Qualifikationsturnier | Sindelfingen       | Christian Dreher       | Christiane Praedel |
| 1994/95 | 03.–04.12.    | 1. Qualifikationsturnier | Lünen              | Andreas Fejer-Konnerth | Nicole Delle       |
| 1994/95 | 04.–05.02.    | 2. Qualifikationsturnier | Lilienthal         | Torben Wosik           | Elke Schall        |
| 1995/96 | 02.–03.12.    | 1. Qualifikationsturnier | Püttlingen         | Kay-Andrew Greil       | Karina Giese       |
| 1995/96 | 03.–04.02.    | 2. Qualifikationsturnier | Lippstadt          | Torben Wosik           | Nicole Delle       |
| 1996/97 | 30.11.–01.12. | 1. Qualifikationsturnier | Bad Neustadt/Saale | Timo Boll              | Cornelia Böttcher  |
| 1996/97 | 01.–02.02.    | 2. Qualifikationsturnier | Bad Ems            | Andreas Fejer-Konnerth | Christina Fischer  |
| 1997/98 | 06.–07.12.    | 1. Qualifikationsturnier | Lübeck             | Vladislav Broda        | Nicole Delle       |
| 1997/98 | 31.01.–01.02. | 2. Qualifikationsturnier | Döbeln             | Thomas Keinath         | Christina Fischer  |
| 1998/99 | 28.–29.11.    | 1. Qualifikationsturnier | Soest              | Lars Hielscher         | Tanja Riß          |
| 1998/99 | 13.–14.02.    | 2. Qualifikationsturnier | Bad Segeberg       | Lars Hielscher         | Laura Stumper      |
| 1999/00 | 18.–19.12.    | 1. Qualifikationsturnier | Saarbrücken        | Gerd Richter           | Gaby Rohr          |
| 1999/00 | 05.–06.02.    | 2. Qualifikationsturnier | Düsseldorf         | Zoltan Fejer-Konnerth  | Christian Fischer  |
| 2000/01 | 25.–26.11.    | Qualifikationsturnier    | Oberndorf          | David Daus             | Katrin Meyerhöfer  |

## DTTB TOP-24
Dieses Turnier war die letzte Qualifikationsstufe zum höchsten Ranglistenturnier des DTTB.
| Saison  | Ort           | Herren                                 | Damen                               |
| ------- | ------------- | -------------------------------------- | ----------------------------------- |
| 2001/02 | Altenkunstadt | Zoltan Fejer-Konnerth & Bastian Steger | Tanja Hain-Hofmann & Svenja Weikert |
| 2002/03 | Löhne         | Nico Stehle & Jörg Schlichter          | Nadine Bollmeier & Laura Stumper    |
| 2003/04 | Nassau        | Stefan Feth & Jörg Schlichter          | Nadine Bollmeier & Irene Ivancan    |
| 2004/05 | Mönsheim      | Thomas Theissmann & Jörg Schlichter    | Nadine Bollmeier & Jessica Göbel    |
| 2005/06 | Berlin        | Dimitrij Ovtcharov & Patrick Baum      | Zhenqi Barthel & Alexandra Scheld   |

## DTTB TOP-48
Nicht zu verwechseln ist das Bundesranglistenturnier mit dem DTTB TOP-48 Turnier. Dieses wurde 2004 erstmals ausgespielt. Es ersetzte die bis dahin veranstalteten Ranglistenturniere der einzelnen Regionalverbände und galt als eine Qualifikationsstufe zur höchsten Rangliste des DTTB.
| Saison  | Ort           | Herren            | Damen                |
| ------- | ------------- | ----------------- | -------------------- |
| 2004/05 | Hamburg       | Sven Kath         | Amelie Solja         |
| 2005/06 | Schlotheim    | Nico Stehle       | Katharina Michajlova |
| 2006/07 | Löhne         | Nico Stehle       | Laura Matzke         |
| 2007/08 | Ebermannstadt | Steffen Mengel    | Amelie Solja         |
| 2008/09 | Landsberg     | Jörg Schlichter   | Yin Na               |
| 2009/10 | Neuss         | Steffen Mengel    | Jessica Göbel        |
| 2010/11 | Höchst        | Patrick Franziska | Nadine Bollmeier     |
| 2011/12 | Quickborn     | Ricardo Walther   | Han Ying             |

## Nachwuchs
| Saison  | Datum                                              | Turnier                                            | Ort                                                | Jungen                                                           | Mädchen                                                          | Schüler                                                          | Schülerinnen                                                     |
| ------- | -------------------------------------------------- | -------------------------------------------------- | -------------------------------------------------- | ---------------------------------------------------------------- | ---------------------------------------------------------------- | ---------------------------------------------------------------- | ---------------------------------------------------------------- |
| 1990/91 | 18.–19.11.                                         | DTTB TOP 12                                        | Frankenthal                                        | Sascha Köstner                                                   | Bianca Bauer                                                     | Thomas Schröder                                                  | Nadine Schmidt                                                   |
| 1991/92 | 16.–17.10.                                         | DTTB TOP 12                                        | Metzingen                                          | Sascha Köstner                                                   | Sandra Stroezel                                                  | David Assenheimer                                                | Nadine Schmidt                                                   |
| 1992/93 | 14.–15.11.                                         | DTTB TOP 12                                        | Hamburg                                            | Sascha Köstner                                                   | Nicole Delle                                                     | Zoltan Fejer-Konnerth                                            | Samanthi Wimalasuriya                                            |
| 1993/94 | 13.–14.11.                                         | DTTB TOP 12                                        | Willstätt                                          | Thomas Keinath                                                   | Nadine Schmidt                                                   | Timo Boll                                                        | Katrin Meyerhöfer                                                |
|         |                                                    |                                                    |                                                    |                                                                  |                                                                  |                                                                  |                                                                  |
| 1994/95 | 12.–13.11.                                         | DTTB TOP 12 Qual.                                  | Wernigerode                                        | Thomas Keinath                                                   | Nina Wolf                                                        | Timo Boll                                                        | Christine Mettner                                                |
| 1994/95 | 25.–26.02.                                         | DTTB TOP 12                                        | Marpingen                                          | Thomas Schröder                                                  | Katrin Meyerhöfer                                                | Timo Boll                                                        | Christine Mettner                                                |
|         |                                                    |                                                    |                                                    |                                                                  |                                                                  |                                                                  |                                                                  |
| 1995/96 | 18.–19.11.                                         | DTTB TOP 12 Qual.                                  | Höchstadt                                          | Markus Lietzau                                                   | Katrin Meyerhöfer                                                | Björn Baum                                                       | Jessica Göbel                                                    |
| 1995/96 | 17.–18.02.                                         | DTTB TOP 12                                        | Aschaffenburg                                      | Lars Hielscher                                                   | Andrea Schiel                                                    | Björn Baum                                                       | Xiang Meng                                                       |
|         |                                                    |                                                    |                                                    |                                                                  |                                                                  |                                                                  |                                                                  |
| 1996/97 | 23.–24.11.                                         | DTTB TOP 12 Qual.                                  | Wiesbaden                                          | Jens Lilienthal                                                  | Svenja Weikert                                                   | Andre Britscho                                                   | Christina Regelski                                               |
| 1996/97 | 22.–23.02.                                         | DTTB TOP 12                                        | Hagen                                              | Timo Boll                                                        | Tanja Hofmann                                                    | Andre Britscho                                                   | Laura Stumper                                                    |
|         |                                                    |                                                    |                                                    |                                                                  |                                                                  |                                                                  |                                                                  |
| 1997/98 | 22.–23.11.                                         | DTTB TOP 12 Qual.                                  | Willstätt                                          | Jens Lilienthal                                                  | Svenja Weikert                                                   | Felix Bindhammer                                                 | Laura Stumper                                                    |
| 1997/98 | 21.–22.02.                                         | DTTB TOP 12                                        | Löhne                                              | Jens Lilienthal                                                  | Xiang Meng                                                       | Felix Bindhammer                                                 | Laura Stumper                                                    |
|         |                                                    |                                                    |                                                    |                                                                  |                                                                  |                                                                  |                                                                  |
| 1998/99 | 21.–22.11.                                         | DTTB TOP 12 Qual.                                  | Landsberg                                          | Andre Britscho                                                   | Alexandra Scheld                                                 | Andreas Ball                                                     | Meike Rohr                                                       |
| 1998/99 | 27.–28.02.                                         | DTTB TOP 12                                        | Mülheim-Kärlich                                    | Björn Baum                                                       | Laura Stumper                                                    | Christian Süß                                                    | Gaby Rohr                                                        |
|         |                                                    |                                                    |                                                    |                                                                  |                                                                  |                                                                  |                                                                  |
| 1999/00 | 20.–21.11.                                         | DTTB TOP 12 Qual.                                  | Kleinwallstadt/Main                                | Andre Britscho                                                   | Meike Rohr                                                       | Christian Süß                                                    | Desiree Czajkowski                                               |
| 1999/00 | 26.–27.02.                                         | DTTB TOP 12                                        | Willstätt                                          | Gabriel Stephan                                                  | Kristin Silbereisen                                              | Christian Süß                                                    | Katharina Schneider                                              |
|         |                                                    |                                                    |                                                    |                                                                  |                                                                  |                                                                  |                                                                  |
| 2000/01 | 18.–19.11.                                         | DTTB TOP 12 Qual.                                  | Battenberg                                         | Daniel Weitz                                                     | Meike Rohr                                                       | Patrick Baum                                                     | Susanne Solja                                                    |
| 2000/01 | 24.–25.02.                                         | DTTB TOP 12                                        | Landsberg (Sachsen-Anhalt)                         | Christian Süß                                                    | Kristin Silbereisen                                              | Benjamin Rösner                                                  | Susanne Solja                                                    |
|         |                                                    |                                                    |                                                    |                                                                  |                                                                  |                                                                  |                                                                  |
| 2001/02 | 17.–18.11.                                         | DTTB TOP 12 Qual.                                  | Mönsheim                                           | Andreas Ball                                                     | Meike Rohr                                                       | Dimitrij Ovtcharov                                               | Wiebke Wiegand                                                   |
| 2001/02 | 23.–24.02.                                         | DTTB TOP 12                                        | Wesel                                              | Andreas Ball                                                     | Meike Rohr                                                       | Dimitrij Ovtcharov                                               | Anna Balduf                                                      |
|         |                                                    |                                                    |                                                    |                                                                  |                                                                  |                                                                  |                                                                  |
| 2002/03 | 26.–27.10.                                         | DTTB TOP 48                                        | Haiterbach                                         | -                                                                | -                                                                | Hermann Mühlbach                                                 | Katharina Michajlova                                             |
| 2002/03 | 02.–03.11.                                         | DTTB TOP 48                                        | Wesel                                              | Jens Klingspon                                                   | Zhenqi Sun                                                       | -                                                                | -                                                                |
| 2002/03 | 17.–18.11.                                         | DTTB TOP 16                                        | Berlin                                             | Patrick Baum                                                     | Zhenqi Sun                                                       | Steffen Mengel                                                   | Laura Matzke                                                     |
| 2002/03 | 22.–23.02.                                         | DTTB TOP 12                                        | Alsfeld                                            | Patrick Baum                                                     | Katharina Schneider                                              | Dimitrij Ovtcharov                                               | Laura Matzke                                                     |
|         |                                                    |                                                    |                                                    |                                                                  |                                                                  |                                                                  |                                                                  |
| 2003/04 | 25.–26.10.                                         | DTTB TOP 48                                        | Großhansdorf (Hamburg)                             | -                                                                | -                                                                | Sebastian Endres                                                 | Verena Volz                                                      |
| 2003/04 | 01.–02.11.                                         | DTTB TOP 48                                        | Kirchen                                            | Michael Dudek                                                    | Susanne Solja                                                    | -                                                                | -                                                                |
| 2003/04 | 15.–16.11.                                         | DTTB TOP 16                                        | Löhne                                              | Michael Plattner                                                 | Linglan He                                                       | Heinz-Christian Baumann                                          | Amelie Solja                                                     |
| 2003/04 | 22.–23.02.                                         | DTTB TOP 12                                        | Denzlingen                                         | Patrick Baum                                                     | Zhenqi Sun                                                       | Sebastian Endres                                                 | Amelie Solja                                                     |
|         |                                                    |                                                    |                                                    |                                                                  |                                                                  |                                                                  |                                                                  |
| 2004/05 | 23.–24.10.                                         | DTTB TOP 48                                        | Wesel                                              | -                                                                | -                                                                | David Steinle                                                    | Rosalia Stähr                                                    |
| 2004/05 | 30.–31.10.                                         | DTTB TOP 48                                        | Wolframs-Eschenbach                                | Jens Kurkowski                                                   | Jessica Wirdemann                                                | -                                                                | -                                                                |
| 2004/05 | 13.–14.11.                                         | DTTB TOP 16                                        | Nassau                                             | Alexander Flemming                                               | Laura Matzke                                                     | Philipp Flörke                                                   | Christine Koch                                                   |
| 2004/05 | 19.–20.02.                                         | DTTB TOP 12                                        | Georgsmarienhütte                                  | Steffen Mengel                                                   | Desiree Czajkowski                                               | Manuel Bauer                                                     | Amelie Solja                                                     |
|         |                                                    |                                                    |                                                    |                                                                  |                                                                  |                                                                  |                                                                  |
| 2005/06 | 22.–23.10.                                         | DTTB TOP 48                                        | Nassau                                             | -                                                                | -                                                                | Patrick Franziska                                                | Sabine Winter                                                    |
| 2005/06 | 29.–30.10.                                         | DTTB TOP 48                                        | Stralsund                                          | David Steinle                                                    | Melanie Strese                                                   | -                                                                | -                                                                |
| 2005/06 | 12.–13.11.                                         | DTTB TOP 16                                        | Offenburg                                          | Markus Schlichter                                                | Meike Gattermeyer                                                | Marius Hagemann                                                  | Petrissa Solja                                                   |
| 2005/06 | 19.–20.02.                                         | DTTB TOP 12                                        | Kleve                                              | Steffen Mengel                                                   | Amelie Solja                                                     | Patrick Franziska                                                | Sabine Winter                                                    |
|         |                                                    |                                                    |                                                    |                                                                  |                                                                  |                                                                  |                                                                  |
| 2006/07 | 28.–29.10.                                         | DTTB TOP 48                                        | Kleinwallstadt                                     | -                                                                | -                                                                | Bernard Blinstein                                                | Annika Woltjen                                                   |
| 2006/07 | 04.–05.11.                                         | DTTB TOP 48                                        | Lechenich                                          | Erik Bottroff                                                    | Lara Broich                                                      | -                                                                | -                                                                |
| 2006/07 | 25.–26.11.                                         | DTTB TOP 16                                        | Osterburg                                          | Christopher Horn                                                 | Ying-ni Zhan                                                     | Christoph Schmidl                                                | Petrissa Solja                                                   |
| 2006/07 | 17.–18.02.                                         | DTTB TOP 12                                        | Kirchen/Sieg                                       | Hendrik Fuß                                                      | Rosalia Stähr                                                    | Patrick Franziska                                                | Petrissa Solja                                                   |
|         |                                                    |                                                    |                                                    |                                                                  |                                                                  |                                                                  |                                                                  |
| 2007/08 | 27.–28.10.                                         | DTTB TOP 48                                        | Hude                                               | -                                                                | -                                                                | Gregor Surnin                                                    | Nadine Sillus                                                    |
| 2007/08 | 04.–05.11.                                         | DTTB TOP 48                                        | Kirchen                                            | Ricardo Walther                                                  | Kathrin Mühlbach                                                 | -                                                                | -                                                                |
| 2007/08 | 24.–25.11.                                         | DTTB TOP 16                                        | Bad Kreuznach                                      | Robin Malessa                                                    | Christine Koch                                                   | Torsten Mähner                                                   | Katharina Sabo                                                   |
| 2007/08 | 16.–17.02.                                         | DTTB TOP 12                                        | Affalterbach                                       | Erik Bottroff                                                    | Sabine Winter                                                    | Ole Markscheffel                                                 | Nadine Sillus                                                    |
|         |                                                    |                                                    |                                                    |                                                                  |                                                                  |                                                                  |                                                                  |
| 2008/09 | 25.–26.10.                                         | DTTB TOP 48                                        | Kleve                                              | -                                                                | -                                                                | Frederik Jost                                                    | Julia Drummer                                                    |
| 2008/09 | 08.–09.11.                                         | DTTB TOP 48                                        | Kleinostheim                                       | Arne Hölter                                                      | Nadine Sillus                                                    | -                                                                | -                                                                |
| 2008/09 | 29.–30.11.                                         | DTTB TOP 16                                        | Waltershausen                                      | Ricardo Walther                                                  | Ann-Kathrin Herges                                               | Liang Qiu                                                        | Lisa-Maylin Vossler                                              |
| 2008/09 | 14.–15.02.                                         | DTTB TOP 12                                        | Landsberg                                          | Arne Hölter                                                      | Paloma Ballmann                                                  | Niklas Matthias                                                  | Anja Schuh                                                       |
|         |                                                    |                                                    |                                                    |                                                                  |                                                                  |                                                                  |                                                                  |
| 2009/10 | 31.10.–01.11.                                      | DTTB TOP 48                                        | Saarbrücken                                        | -                                                                | -                                                                | Florian Schreiner                                                | Theresa Kraft                                                    |
| 2009/10 | 07.–08.11.                                         | DTTB TOP 48                                        | Preetz                                             | Marcel Boeglin                                                   | Anja Schuh                                                       | -                                                                | -                                                                |
| 2009/10 | 05.–06.12.                                         | DTTB TOP 16                                        | Ebermannstadt                                      | Vu Tran Le                                                       | Nadine Sillus                                                    | Marc Rode                                                        | Theresa Kraft                                                    |
| 2009/10 | 20.–21.02.                                         | DTTB TOP 12                                        | Rahden                                             | Christoph Schmidl                                                | Anna Krieghoff                                                   | Eddi Petiwok                                                     | Yuko Imamura                                                     |
|         |                                                    |                                                    |                                                    |                                                                  |                                                                  |                                                                  |                                                                  |
| 2010/11 | 23.–24.10.                                         | DTTB TOP 48                                        | Herrenberg                                         | -                                                                | -                                                                | Kilian Ort                                                       | Katja Brauner                                                    |
| 2010/11 | 06.–07.11.                                         | DTTB TOP 48                                        | Mendig                                             | Benedikt Duda                                                    | Yuko Imamura                                                     | -                                                                | -                                                                |
| 2010/11 | 27.–28.11.                                         | DTTB TOP 16                                        | Brunsbüttel                                        | Benedikt Duda                                                    | Anja Schuh                                                       | Dominik Scheja                                                   | Chantal Mantz                                                    |
| 2010/11 | 10.–11.02.                                         | DTTB TOP 12                                        | Ahlten                                             | Gregor Surnin                                                    | Nadine Sillus                                                    | Dominik Scheja                                                   | Chantal Mantz                                                    |
|         |                                                    |                                                    |                                                    |                                                                  |                                                                  |                                                                  |                                                                  |
| 2011/12 | 22.–23.10.                                         | DTTB TOP 48                                        | Bad Arolsen                                        | -                                                                | -                                                                | Dennis Klein                                                     | Julia Kaim                                                       |
| 2011/12 | 05.–06.11.                                         | DTTB TOP 48                                        | Bad Königshofen                                    | Benedikt Duda                                                    | Huong Do Thi                                                     | -                                                                | -                                                                |
| 2011/12 | 27.–28.11.                                         | DTTB TOP 16                                        | Landsberg                                          | Benedikt Duda                                                    | Theresa Kraft                                                    | Dennis Klein                                                     | Wang Yuan                                                        |
| 2011/12 | 25.–26.02.                                         | DTTB TOP 12                                        | Erkelenz                                           | Florian Schreiner                                                | Yuko Imamura                                                     | Dennis Klein                                                     | Alena Lemmer                                                     |
|         |                                                    |                                                    |                                                    |                                                                  |                                                                  |                                                                  |                                                                  |
| 2012/13 | 20.–21.10.                                         | DTTB TOP 48                                        | Frickenhausen                                      | -                                                                | -                                                                | Marco Grohmann                                                   | Lilli Eise                                                       |
| 2012/13 | 03.–04.11.                                         | DTTB TOP 48                                        | Wernigerode                                        | Florian Schreiner                                                | Chantal Mantz                                                    | -                                                                | -                                                                |
| 2012/13 | 24.–25.11.                                         | DTTB TOP 16                                        | Goslar-Oker                                        | Kilian Ort                                                       | Theresa Kraft                                                    | Nils Hohmeier                                                    | Lilli Eise                                                       |
| 2012/13 | 25.–26.02.                                         | DTTB TOP 12                                        | Nassau                                             | Kilian Ort                                                       | Nina Mittelham                                                   | Gerrit Engemann                                                  | Lilli Eise                                                       |
|         |                                                    |                                                    |                                                    |                                                                  |                                                                  |                                                                  |                                                                  |
| 2013/14 | 19.–20.10.                                         | DTTB TOP 48                                        | Bad Königshofen                                    | -                                                                | -                                                                | Alexander Gerhold                                                | Lotta Rose                                                       |
| 2013/14 | 02.–03.11.                                         | DTTB TOP 48                                        | Lehrte                                             | Dennis Klein                                                     | Vivien Scholz                                                    | -                                                                | -                                                                |
| 2013/14 | 23.–24.11.                                         | DTTB TOP 24                                        | Ostbevern                                          | Tom Mayer                                                        | Alena Lemmer                                                     | Alexander Gerhold                                                | Jennie Wolf                                                      |
| 2013/14 | 14.–16.02.                                         | DTTB TOP 12                                        | Tornesch                                           | Dang Qiu                                                         | Chantal Mantz                                                    | Gerrit Engemann                                                  | Luisa Säger                                                      |
|         |                                                    |                                                    |                                                    |                                                                  |                                                                  |                                                                  |                                                                  |
| 2014/15 | 18.–19.10.                                         | DTTB TOP 48                                        | Osterburg                                          | -                                                                | -                                                                | Kay Stumper                                                      | Gaia Monfardini                                                  |
| 2014/15 | 01.–02.11.                                         | DTTB TOP 48                                        | Kleve                                              | Leon Abich                                                       | Marie-Sophie Wiegand                                             | -                                                                | -                                                                |
| 2014/15 | 22.–23.11.                                         | DTTB TOP 24                                        | Marpingen                                          | Gerrit Engemann                                                  | Caroline Hajok                                                   | Jannik Xu                                                        | Gaia Monfardini                                                  |
| 2014/15 | 21.–22.02.                                         | DTTB TOP 12                                        | Bad Homburg                                        | Dennis Klein                                                     | Alena Lemmer                                                     | Tom Eise                                                         | Anastasia Bondareva                                              |
|         |                                                    |                                                    |                                                    |                                                                  |                                                                  |                                                                  |                                                                  |
| 2015/16 | 24.–25.10.                                         | DTTB TOP 48                                        | Goslar                                             | -                                                                | -                                                                | Kay Stumper                                                      | Anastasia Bondareva                                              |
| 2015/16 | 24.–25.10.                                         | DTTB TOP 48                                        | Waldfischbach                                      | Tobias Hippler                                                   | Jennie Wolf                                                      | -                                                                | -                                                                |
| 2015/16 | 21.–22.11.                                         | DTTB TOP 24                                        | Kellinghusen                                       | Fan Bo Meng                                                      | Luisa Säger                                                      | Kirill Fadeev                                                    | Gaia Monfardini                                                  |
| 2015/16 | 13.–14.02.                                         | DTTB TOP 12                                        | Neuenstein                                         | Gerrit Engemann                                                  | Anne Bundesmann                                                  | Kay Stumper                                                      | Yuki Tsutsui                                                     |
|         |                                                    |                                                    |                                                    |                                                                  |                                                                  |                                                                  |                                                                  |
| 2016/17 | 15.–16.10.                                         | DTTB TOP 48                                        | Ochtrup                                            | -                                                                | -                                                                | Daniel Rinderer                                                  | Sophia Klee                                                      |
| 2016/17 | 29.–30.10.                                         | DTTB TOP 48                                        | Preetz                                             | Jonah Schlie                                                     | Lotta Rose                                                       | -                                                                | -                                                                |
| 2016/17 | 26.–27.11.                                         | DTTB TOP 24                                        | Wiesbaden                                          | Fan Bo Meng                                                      | Lotta Rose                                                       | Fernando Janz                                                    | Sophia Klee                                                      |
| 2016/17 | 18.–19.02.                                         | DTTB TOP 12                                        | Elsenfeld                                          | Jannik Xu                                                        | Luisa Säger                                                      | Kay Stumper                                                      | Sophia Klee                                                      |
|         |                                                    |                                                    |                                                    |                                                                  |                                                                  |                                                                  |                                                                  |
| 2017/18 | 21.–22.10.                                         | DTTB TOP 48                                        | Westerburg                                         | -                                                                | -                                                                | Mike Hollo                                                       | Leonie Berger                                                    |
| 2017/18 | 04.–05.11.                                         | DTTB TOP 48                                        | Usingen                                            | Kirill Fadeev                                                    | Qian Wan                                                         | -                                                                | -                                                                |
| 2017/18 | 25.–26.11.                                         | DTTB TOP 24                                        | Neckarsulm                                         | Fan Bo Meng                                                      | Sarah Mantz                                                      | Hannes Hörmann                                                   | Leonie Berger                                                    |
| 2017/18 | 17.–18.02.                                         | DTTB TOP 12                                        | Barleben                                           | Fan Bo Meng                                                      | Laura Tiefenbrunner                                              | Mike Hollo                                                       | Leonie Berger                                                    |
|         |                                                    |                                                    |                                                    |                                                                  |                                                                  |                                                                  |                                                                  |
| 2018/19 | 20.–21.10.                                         | DTTB TOP 48                                        | Norderstedt                                        | -                                                                | -                                                                | Vincent Senkbeil                                                 | Laura Kaim                                                       |
| 2018/19 | 03.–04.11.                                         | DTTB TOP 48                                        | Biberach                                           | Adam Janicki                                                     | Alexandra Kaufmann                                               | -                                                                | -                                                                |
| 2018/19 | 24.–25.11.                                         | DTTB TOP 24                                        | Dillingen                                          | Kirill Fadeev                                                    | Yuki Tsutsui                                                     | Felix Köhler                                                     | Naomi Pranjkovic                                                 |
| 2018/19 | 16.–17.02.                                         | DTTB TOP 12                                        | Lehrte                                             | Kay Stumper                                                      | Anastasia Bondareva                                              | Tom Schweiger                                                    | Annett Kaufmann                                                  |
|         |                                                    |                                                    |                                                    |                                                                  |                                                                  |                                                                  |                                                                  |
| 2019/20 | 19.–20.10.                                         | DTTB TOP 48                                        | Riedstadt                                          | -                                                                | -                                                                | Tobias Sältzer                                                   | Jele Stortz                                                      |
| 2019/20 | 02.–03.11.                                         | DTTB TOP 48                                        | Gaimersheim                                        | Daniel Rinderer                                                  | Naomi Pranjkovic                                                 | -                                                                | -                                                                |
| 2019/20 | 23.–24.11.                                         | DTTB TOP 24                                        | Landsberg                                          | Hannes Hörmann                                                   | Wenna Tu                                                         | Tobias Sältzer                                                   | Mia Griesel                                                      |
| 2019/20 | 15.–16.02.                                         | DTTB TOP 12                                        | Bergheim                                           | Kay Stumper                                                      | Naomi Pranjkovic                                                 | Tobias Sältzer                                                   | Annett Kaufmann                                                  |
|         |                                                    |                                                    |                                                    |                                                                  |                                                                  |                                                                  |                                                                  |
| 2020/21 | keine Ausspielungen aufgrund der COVID-19-Pandemie | keine Ausspielungen aufgrund der COVID-19-Pandemie | keine Ausspielungen aufgrund der COVID-19-Pandemie | keine Ausspielungen aufgrund der COVID-19-Pandemie               | keine Ausspielungen aufgrund der COVID-19-Pandemie               | keine Ausspielungen aufgrund der COVID-19-Pandemie               | keine Ausspielungen aufgrund der COVID-19-Pandemie               |
|         |                                                    |                                                    |                                                    |                                                                  |                                                                  |                                                                  |                                                                  |
| 2021/22 | 23.–24.10.                                         | DTTB TOP 48                                        | Straubing                                          | -                                                                | -                                                                | Friedrich Kühn von Burgsdorff                                    | Koharu Itagaki                                                   |
| 2021/22 | 06.–07.11.                                         | DTTB TOP 48                                        | Göttingen                                          | Matthias Danzer                                                  | Laura Kaim                                                       | -                                                                | -                                                                |
| 2021/22 | 27.–28.11.                                         | DTTB TOP 24                                        | Refrath                                            | Tom Schweiger                                                    | Mia Griesel                                                      | Matej Haspel                                                     | Koharu Itagaki                                                   |
| 2021/22 | 12.–13.02.                                         | DTTB TOP 12                                        | Sandesneben                                        | ersatzlose Streichung aufgrund von verschärften Corona-Maßnahmen | ersatzlose Streichung aufgrund von verschärften Corona-Maßnahmen | ersatzlose Streichung aufgrund von verschärften Corona-Maßnahmen | ersatzlose Streichung aufgrund von verschärften Corona-Maßnahmen |